# Cuadripórtico (Pompeya)
El Cuadripórtico de los teatros, también conocido como el Cuartel de los gladiadores, es una estructura de la época romana, sepultada por la erupción del Vesubio en el año 79 y encontrada a raíz de las excavaciones arqueológicas de la antigua Pompeya. Utilizado inicialmente como residencia, se convirtió posteriormente en un cuartel para el arte gladiatoria.

## Historia y descripción

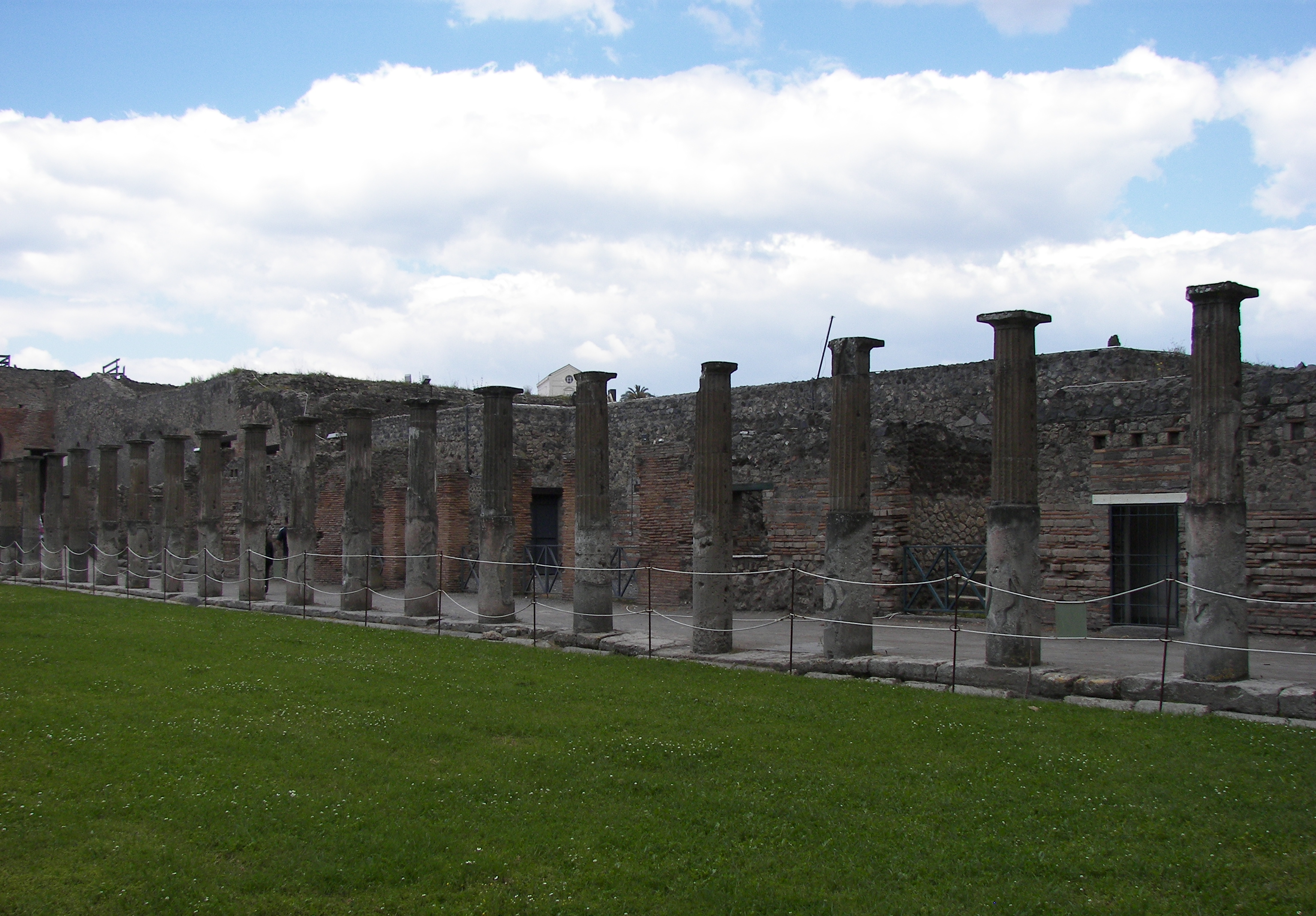
La columnata.

El Cuadripórtico de los teatros fue construido a principios del siglo I a. C., posiblemente en el año 80 a. C., como zona de recreo o refugio de la lluvia para los espectadores de los cercanos Teatros grande y pequeño, o, una teoría menos acreditada, utilizada como gimnasio para los atletas; tras el terremoto de Pompeya del año 62, fue completamente renovada y ampliada  y cambió su función por la de escuela de gladiadores: sin embargo, cuando las obras aún no estaban terminadas, la erupción del Vesubio en el año 79 la cubrió bajo un manto de lapilli y ceniza. Salió a la luz, junto con los teatros cercanos, tras las excavaciones arqueológicas ordenadas por la dinastía borbónica.
Aunque en la visita turística se accede por el lado sur, la entrada principal se encontraba en el lado noreste, delante del patio del teatro Grande, y se caracteriza por tres columnas de orden jónico; sin embargo, también había otras entradas secundarias, que permitían el acceso al cuadripórtico incluso en los días en que no había representaciones teatrales programadas; muchas de estas aberturas se cerraron tras la transformación en cuartel, y se colocó un puesto de guardia y una cerradura en la puerta.
A lo largo del lado norte hay una escalinata que conduce al Foro Triangular, que, antes del año 62, servía de acceso a los teatros por parte de personalidades. En el interior, la estructura tiene un gran patio central, bordeado por un pórtico con setenta y cuatro columnas de toba, de orden dórico, con la parte inferior estriada. Los muros perimetrales son de lava vesubiana, en opus incertum. Adosados a ellos hay pequeñas habitaciones, en cuyo interior podrían caber un máximo de dos personas, que seguramente fueron construidas después del terremoto del 62, en toba y ladrillos: en el momento de la erupción aún no estaban terminadas y les faltaba el revoco.  Otra habitación era la cocina, utilizada también como comedor; dos escaleras conducían respectivamente a una galería y a habitaciones más grandes que las del piso inferior, probablemente reservadas para los instructores, los llamados lanistas. Durante la exploración se encontraron cascos y espadas decorados con escenas de la mitología griega, ropas de desfile decoradas con oro  y dieciocho esqueletos, entre ellos los de una mujer adornada con joyas  y el de un esclavo atado con grilletes.